# San Diego Sails
I San Diego Conquistadors o San Diego Sails furono una franchigia di pallacanestro della American Basketball Association, attiva, sotto due diversi nomi a San Diego tra il 1972 e il 1975. Giocarono le loro partite casalinghe dal 1974 alla San Diego Sports Arena.

## San Diego Conquistadors
La franchigia venne creata nel 1972 a San Diego da Leonard Bloom come primo e unico expansion team della lega, assumendo il nome di San Diego Conquistadors, il primo allenatore fu K.C. Jones.
I giocatori per la prima stagione in ABA provenivano principalmente da giocatori delle altre squadre scelti con uno speciale expansion draft tra quelli non protetti.
La nuova proprietà fece subito parlare di sé, tentando ingaggiare l'Hall of Famer Wilt Chamberlain in scadenza con i Lakers, nel ruolo di giocatore-allenatore, tentativo stoppato dai Los Angeles Lakers (per un'opzione a loro favore presente sul contratto precedente).
Wilt Chamberlain restò comunque come allenatore per la stagione ABA 1973-1974 finendo la stagione con un record di 37-47 prima di ritirarsi definitivamente.
I Conquistadors, trascinati da Caldwell Jones, Bo Lamar e Warren Jabali, raggiunsero comunque i playoff nei loro primi due anni di vita venendo eliminati dagli Utah Stars.
I quattro campionati disputati, per contraltare, da un punto di vista sportivo non furono molto felici: per ben tre volte la squadra si ritrovò all'ultimo posto della ABA Western Division, a questo si aggiunse anche una scarsa partecipazione del pubblico tanto che Bloom iniziò conversazioni preliminari per trasferire i Conquistadors a Los Angeles.
La squadra era previsto giocasse alla San Diego Sports Arena, ma la rivalità fra Bloom e Peter Graham, titolare della concessione sull'arena di 14.400 posti di proprietà della città, portò Graham ad escludere la possibilità di giocarci per due anni. La controversia fu risolta solo nell'autunno del 1974, quando fu data la concessione dell'arena; nel frattempo la squadra fu costretta a giocare nella stagione 1972-1973 al Peterson Gymnasium del campus universitario della San Diego State University, con soli 3.700 posti a sedere, e nell'annata successiva al Golden Hall di San Diego, con 3.200 posti a sedere.

## San Diego Sails
Nell'estate del 1975 la franchigia venne acquistata da Frank Goldberg, già co-proprietario dei Denver Nuggets, assumendo il nome di San Diego Sails.
Dopo che nella prima partita della stagione contro Denver si presentarono 3.060 persone, gli spettatori calarono ulteriormente toccando nella terza partita in casa contro i San Antonio Spurs quota 1.670.
Goldberg apprese che negli accordi di fusione ABA-NBA San Diego non avrebbe fatto parte delle squadre in NBA soprattutto per l'opposizione del proprietario dei Lakers Jack Kent Cooke che non voleva condividere il mercato della Southern California con altre squadre.
Dopo solo 11 partite il 12 novembre 1975, dopo l'ultima partita dei Sails contro i San Antonio Spurs, la società fu sciolta.
San Diego, che aveva già ospitato i San Diego Rockets della NBA dal 1967 al 1971, dovette aspettare solamente tre anni prima di avere di nuovo una squadra di basket quando i Buffalo Braves si trasferirono diventando i San Diego Clippers nel 1978 che rimasero in città fino al 1984.

## Arene
- Peterson Gymnasium (1972–1973)
- Golden Hall (1973–1974)
- San Diego Sports Arena (1972-1975)

## Evoluzione divisa
| San Diego Qs c | San Diego Qs t | San Diego Qs a | San Diego Sails c | San Diego Sails t |

## Record stagione per stagione
| Campione ABA | Campione di Division |

| Stagione                | V   | P   | %    | Playoff                                                    | Risultato                                 |
| ----------------------- | --- | --- | ---- | ---------------------------------------------------------- | ----------------------------------------- |
| San Diego Conquistadors |     |     |      |                                                            |                                           |
| 1972-73                 | 30  | 54  | 35,7 | Perdono le Division Semifinals                             | Utah 4, San Diego 0                       |
| 1973-74                 | 37  | 47  | 44,0 | Vincono Tiebreaker Playoffs Perdono le Division Semifinals | San Diego 1, Denver 0 Utah 4, San Diego 2 |
| 1974-75                 | 31  | 53  | 36,9 | -                                                          | -                                         |
| San Diego Sails         |     |     |      |                                                            |                                           |
| 1975-76                 | 3   | 8   | 27,3 | -                                                          | -                                         |
| Totale                  | 101 | 162 | 38,4 |                                                            |                                           |
| Play-off                | 2   | 8   | 25,0 |                                                            |                                           |

## Membri della Basketball Hall of Fame
| Membri dei San Diego Conquistadors nella Basketball Hall of Fame | Membri dei San Diego Conquistadors nella Basketball Hall of Fame | Membri dei San Diego Conquistadors nella Basketball Hall of Fame | Membri dei San Diego Conquistadors nella Basketball Hall of Fame | Membri dei San Diego Conquistadors nella Basketball Hall of Fame |
| Giocatori                                                        | Giocatori                                                        | Giocatori                                                        | Giocatori                                                        | Giocatori                                                        |
| Nome                                                             | Nome                                                             | Ruolo                                                            | Stagione/i                                                       | Introdotto                                                       |
| ---------------------------------------------------------------- | ---------------------------------------------------------------- | ---------------------------------------------------------------- | ---------------------------------------------------------------- | ---------------------------------------------------------------- |
| Wilt Chamberlain                                                 | Wilt Chamberlain                                                 | Allenatore                                                       | 1973–1974                                                        | 1978                                                             |
| K.C. Jones                                                       | K.C. Jones                                                       | Allenatore                                                       | 1972–1973                                                        | 1989                                                             |

## Allenatori
| Legenda | Legenda                                                                  |
| ------- | ------------------------------------------------------------------------ |
| PA      | Partite allenate                                                         |
| V       | Vittorie                                                                 |
| S       | Sconfitte                                                                |
| V%      | Percentuale di vittorie                                                  |
|         | Ha trascorso l'intera sua carriera da allenatore ABA con i Conquistadors |
|         | Eletto nella Basketball Hall of Fame come Allenatore                     |

| San Diego Conquistadors |                  |           |    |    |    |      |   |   |   |      |  |       |
| 1                       | K.C. Jones       | 1972-1973 | 84 | 30 | 54 | .357 | 4 | 0 | 4 | .000 |  | [ 1 ] |
| 2                       | Wilt Chamberlain | 1973–1974 | 84 | 37 | 47 | .440 | 6 | 2 | 4 | .333 |  | [ 2 ] |
| 3                       | Alex Groza       | 1974-1975 | 38 | 15 | 23 | .395 | — | — | — | —    |  | [ 3 ] |
| 4                       | Beryl Shipley    | 1974-1975 | 46 | 16 | 30 | .348 | — | — | — | —    |  | [ 4 ] |
| San Diego Sails         |                  |           |    |    |    |      |   |   |   |      |  |       |
| 5                       | Bill Musselman   | 1975      | 11 | 3  | 8  | .273 | — | — | — | —    |  | [ 5 ] |

## Leader di franchigia
Le statistiche prendono in considerazione le partite di regular season ABA.
| Punti Totali 1. Stew Johnson: 3.707 2. Bo Lamar: 3.429 3. Caldwell Jones: 2.825 4. Chuck Williams: 2.292 5. Travis Grant: 2.191 Punti a partita 1. Bo Lamar: 20,5 2. Stew Johnson: 20,3 3. Travis Grant: 20,1 4. Caldwell Jones: 17,1 5. Chuck Williams: 16,4 | Presenze 1. George Adams: 215 2. Stew Johnson: 183 3. Bo Lamar: 167 4. Caldwell Jones: 165 5. Tim Bassett: 154 Palle Rubate 1. Bo Lamar: 264 2. Caldwell Jones: 137 3. Jim O'Brien: 118 4. Warren Jabali: 112 5. Tim Bassett: 102 | Rimbalzi 1. Caldwell Jones: 2.305 2. Stew Johnson: 1.208 3. Gene Moore: 1.166 4. Tim Bassett: 1.121 5. George Adams: 873 Stoppate 1. Caldwell Jones: 599 2. Gene Moore: 200 3. Tim Bassett: 71 4. George Adams: 59 5. Lee Davis: 40 | Assist 1. Chuck Williams: 969 2. Bo Lamar: 751 3. Jim O'Brien: 558 4. Billy Shepherd: 371 5. Warren Jabali: 358 Tiro da 3 Punti 1. Stew Johnson: 99 2. Bo Lamar: 97 3. Billy Shepherd: 65 4. Warren Jabali: 62 5. Simmie Hill: 27 |

## Premi individuali
ABA All-Rookie Team
- Bo Lamar - 1974

ABA All-Time Team
- Warren Jabali

ABA All-Star Game
- Stew Johnson - 1973, 1974
- Chuck Williams - 1973
- Caldwell Jones - 1975